# Trichoglottis luwuensis
Trichoglottis luwuensis är en orkidéart som beskrevs av P.O'byrne och Jaap J. Vermeulen. Trichoglottis luwuensis ingår i släktet Trichoglottis och familjen orkidéer.
Artens utbredningsområde är Sulawesi. Inga underarter finns listade i Catalogue of Life.